# Zaskale (województwo małopolskie)
Zaskale – wieś w Polsce, położona w województwie małopolskim, w powiecie nowotarskim, w gminie Szaflary.
| SIMC    | Nazwa   | Rodzaj    |
| ------- | ------- | --------- |
| 0466572 | Za Wodą | część wsi |

W latach 1975–1998 miejscowość należała administracyjnie do województwa nowosądeckiego.
Miejscowość leży w południowej części Kotliny Nowotarskiej. Rozciąga się z niej widok na Tatry, Gorce i Babią Górę. Okolice są w znacznym stopniu zalesione. Na granicy z Maruszyną płynie potok Mały Rogoźnik.
W Zaskalu istnieje kościół parafialny pw. św. Wojciecha BM powołany w 1999 r.
W Zaskalu funkcjonuje również jednostka Ochotniczej straży pożarnej, Dom pomocy społecznej „Smrek” oraz Ludowy Klub Sportowy „Skalni Zaskale” grający w klasie „A”, założony w 2000 r.
W ostatnią sobotę karnawału odbywa się gminny konkurs potraw regionalnych „Zaskalańskie Jodełko”.
Na zachodniej granicy wsi znajduje się cmentarz choleryków prawdopodobnie z XIX wieku, o czym dziś świadczy jedynie przydrożna kapliczka.

## Historia

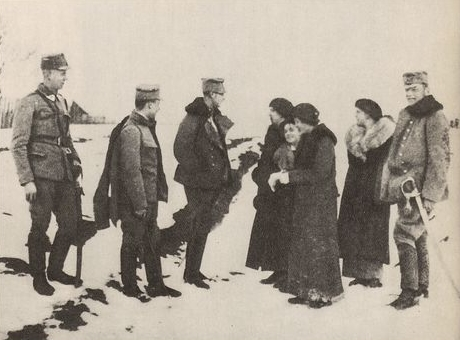
Spotkanie pań Chramiec z żołnierzami 5. baterii II dywizjonu 1 pułku artylerii Legionów Polskich. Od lewej: ogn. Stanisław Künstler, ppor. Edmund Knoll-Kownacki, ppor. Kazimierz Schally, kpt. Marceli Śniadowski.

Wieś królewska nie posiadająca dokumentu lokacyjnego. Osada powstała prawdopodobnie na gruntach leśnych należących do wsi Szaflary. Początkowo stanowiła jej przysiółek, by z czasem stać się odrębną osadą. Wieś Zaskale nie miała dziedzicznego sołtysa, lecz wójta. Wieś w praktyce korzystała z norm prawa magdeburskiego. Podobna sytuacja miała miejsce w sąsiedniej Maruszynie i Czerwiennym. W lustracji starostwa nowotarskiego (1663) wieś występuje samodzielnie i liczy 5 nierównych zagród. Ich właściciele dają do skarbu starościńskiego nowotarskiego czynsz gruntowy i tzw. oprawę (daninę w postaci przędzy). Za prawo produkcji trunków płacą tzw. kwartał. Ponadto na zagrodnikach ciąży obowiązek świadczenia darmowej pracy w postaci pańszczyzny pieszej wynoszącej 60 dni w roku. W rejestrze poborowym z 1680 r. brak o niej wzmianki. Być może wymieniona jest razem z Szaflarami. Kolejna lustracja z 1767 r. wymienia we wsi 7 zagród i 1 młyn. Wszelka praca i daniny są zamienione na rentę pieniężną, która rocznie wynosi 260 złp 26 groszy. Wymiar świadczeń objętych tym ryczałtem jest następujący:  pańszczyzna w ilości 301 dni pieszych (koszenie); danina przędzy w ilości 8 łokci 18 pasm 15 nici; danina drobiowa w ilości  3 ½ sztuki gęsi oraz 7 kur; czynsz gruntowy z zagród i młyna w kwocie 81 złp 20 gr; podatku kwartałowego w kwocie 70 złp.. Obowiązujące nazwy zagród w roku 1855: Filipowa, Figlarzowa, Babiarzowa, Błaszczakowa, Suchego, Głąbiowa i Lipieniowa.. Do 1999 roku wieś należała do parafii św. Andrzeja Apostoła w Szaflarach.